# Hrid Mišar
Koordinati:   44°46′32″N, 14°19′08″E
Hrid Mišar je majhna nenaseljena čer v Jadranskem morju. Pripada Hrvaški.
Mišar leži okoli 0,4 km vzhodno od otoka Zeča. Njegova površina je 0,011 km². Dolžina obalnega pasu je 0,44 km.